# سیاه‌گندم‌ها
سیاه‌گندم‌ها (نام علمی: Fagopyrum) نام یک سرده از تیره هفت‌بندیان است. این سرده شامل ۱۵ الی ۱۶ گونه است که از میان آنها می‌توان به گندم سیاه اشاره کرد. سیاه‌گندم‌ها سرده‌ای است که از قاره آسیا نشأت گرفته است.

## گونه‌ها
- گندم سیاه Fagopyrum esculentum
- گندم سیاه بلند Fagopyrum cymosum
- گندم سیاه تاتار Fagopyrum tataricum